# Verbascum dingleri
Verbascum dingleri är en flenörtsväxtart som beskrevs av Johannes Mattfeld och Stefanov. Verbascum dingleri ingår i släktet kungsljus, och familjen flenörtsväxter. Inga underarter finns listade i Catalogue of Life.